# Paige Tamada
Paige Tamada (* 11. Januar 1985 in Los Angeles County, Kalifornien als Paige Yukiko Tamada) ist eine US-amerikanische Schauspielerin.

## Filmografie (Auswahl)
- 1994: Santa Clause – Eine schöne Bescherung
- 1997: Mad City
- 1998: Milo – Das Grauen hat einen Namen
- 1999: Ally McBeal